# Kilimagryllus ochraceus
Kilimagryllus ochraceus är en insektsart som beskrevs av Sjöstedt 1909. Kilimagryllus ochraceus ingår i släktet Kilimagryllus och familjen syrsor. Inga underarter finns listade i Catalogue of Life.